# Lutz Schramm
Lutz Schramm (* 1959 in Leipzig) ist ein Berliner Rundfunkkünstler und Journalist.

## Leben
Nach zehnjährigem Schulbesuch absolvierte Schramm von 1975 bis 1978 beim DDR-Rundfunk eine Lehre als Tontechniker und arbeitete mehrere Jahre in dem Beruf. Als Tontechniker arbeitete er nach eigenen Angaben an der Produktion der DDR-Hörfunkprogramme Stimme der DDR und Radio Berlin International mit. Zudem hatte er schon als Schüler und in der Lehre bei Veranstaltungen Platten aufgelegt, sodass er sich letztlich die in der DDR erforderliche Spielerlaubnis einholte, um als staatlich geprüfter Schallplattenunterhalter öffentlich Musik auflegen zu dürfen. Durch diese Tätigkeit kam es, dass er in den Achtzigerjahren beim Hörfunk einen Moderatorenjob angeboten bekam:

„Als Studiotechniker habe ich bei einer Truppe mitgemacht, die in der Diskothek aufgelegt hat (...). Als Techniker und jemand, der mit dieser Diskothek Zugriff hatte auf Musik, die mit Studiotechnik aufgenommen worden war und mit der man auch senden konnte, war ich ein willkommener Kontakt zu den Redaktionen – eben weil ich denen Musik beschaffen konnte.“

Ab April 1984 wurde er Musikredakteur beim DDR-Hörfunkprogramm Stimme der DDR und übernahm die Moderation der Hitparaden-Sendung Beatkiste. Im März 1986 wechselte er zum ostdeutschen Sender DT64. Als Mitarbeiter dieser Station förderte er die unabhängige Musikszene in der DDR.
Dort moderierte er die von ihm ins Leben gerufene Sendung Parocktikum, in der er zunächst einmal im Monat, später wöchentlich Musik von alternativen Bands vorstellte. Ende 1987 etablierte er mit seiner Sendung DT64 Vibrationen zudem das erste Ost-Hörfunkformat für Reggae und Hip-Hop.
Während seiner Zeit beim DDR-Rundfunk betätigte sich Schramm auch als Produzent oder Wegbereiter für mehrere alternative DDR-Gruppen, die heute unter dem Begriff Die anderen Bands bekannt sind. So war er nach eigenen Angaben an Produktionen der Bands Die Skeptiker, AG. Geige, Herr Blum, die anderen und Der Expander des Fortschritts beteiligt. Ab 1990 schrieb er auch als Musikjournalist für das Magazin NMI – Neue Musik Informationen und das Nachfolgerheft NMI&Messitsch.
Nach der Abschaltung von DT64 übernahm Rockradio B beim neu gegründeten Ostdeutschen Rundfunk Brandenburg (ORB) seine alte Parocktikum-Sendung. Ab Januar 1992 war Schramm gemeinsam mit einigen alten DT-64-Kollegen verantwortlich. Die Sendung wurde im Februar 1993 eingestellt.
Ab 1993 arbeitete Schramm bei derselben Rundfunkanstalt bei Radio Fritz. Dort betreute er von November 1993 bis Ende 2001 den Internetauftritt und die Multimedia-Themen im Programm. Von 1999 bis 2004 war er Mitarbeiter der Online-Redaktion des ORB, seitdem ist er im Onlinebereich des Rundfunks Berlin-Brandenburg (RBB) für Produktionen zuständig.
Lutz Schramm betreibt die Internetseite parocktikum.de, auf der Wissenswertes rund um die Sendung, Playlisten, Manuskripte sowie zahlreiche Audiodateien mit Interviews und Musikstücken von vielen der sogenannten anderen Bands aus den Sendejahren zu finden sind.